# Barren Mountain
Barren Mountain är ett berg i Australien. Det ligger i regionen Bellingen och delstaten New South Wales, i den sydöstra delen av landet, omkring 400 kilometer norr om delstatshuvudstaden Sydney. Toppen på Barren Mountain är 1 437 meter över havet, eller 31 meter över den omgivande terrängen. Bredden vid basen är 0,48 km.
Runt Barren Mountain är det glesbefolkat, med 8 invånare per kvadratkilometer.. Närmaste större samhälle är Deer Vale, nära Barren Mountain. 
I omgivningarna runt Barren Mountain växer i huvudsak städsegrön lövskog. Genomsnittlig årsnederbörd är 1 518 millimeter. Den regnigaste månaden är januari, med i genomsnitt 324 mm nederbörd, och den torraste är oktober, med 6 mm nederbörd.